# Atletiek op de Olympische Zomerspelen 1932 – marathon mannen
De marathon voor mannen op de Olympische Zomerspelen 1932 in Los Angeles vond plaats om 7 augustus 1932. De wedstrijd startte en finishte in het Los Angeles Memorial Coliseum en ging over een afstand van 42.195 meter (marathon).
De Argentijn Juan Carlos Zabala finishte in 2:31.36 en verbeterde hiermee het olympisch record. Hij bleef de Brit Sam Ferris 19 seconden voor. Dit was de laatste marathon die Zabala finishte. Hij liep na dit evenement nog twee marathons, maar moest deze voor de finish opgeven.
Voor de race was Paavo Nurmi de grote favoriet, maar deze werd voor drie dagen door de IAAF geschorst,  wegens het aannemen van geld. Hij werd ingedeeld als professional en mocht niet meer aan de wedstrijd deelnemen.

## Records
| Wereldrecord     | 2:29.01,8 | Albert Michelsen   | USA | Port Chester | 13 oktober 1925  |
| Olympisch record | 2:32.35,8 | Hannes Kolehmainen | FIN | Antwerpen    | 22 augustus 1920 |

## Uitslag
| rang | naam                       | land | tijd         |
| ---- | -------------------------- | ---- | ------------ |
| 1    | Juan Carlos Zabala         | ARG  | 2:31.36 (OR) |
| 2    | Sam Ferris                 | GBR  | 2:31.55      |
| 3    | Armas Toivonen             | FIN  | 2:32.12      |
| 4    | Duncan Wright              | GBR  | 2:32.41      |
| 5    | Seiichiro Tsuda            | JPN  | 2:35.42      |
| 6    | Onbai Kin                  | JPN  | 2:37.28      |
| 7    | Whitey Michelsen           | USA  | 2:39.38      |
| 8    | Oskar Hekš                 | TCH  | 2:41.35      |
| 9    | Taika Gon                  | JPN  | 2:42.52      |
| 10   | Anders Hartington Andersen | DEN  | 2:44.38      |
| 11   | Hans Oldag                 | USA  | 2:47.26      |
| 12   | Cliff Bricker              | CAN  | 2:47.58      |
| 13   | Michele Fanelli            | ITA  | 2:49.09      |
| 14   | Johnny Miles               | CAN  | 2:50.32      |
| 15   | Paul de Bruyn              | GER  | 2:52.39      |
| 16   | François Bégeot            | FRA  | 2:53.34      |
| 17   | Fernando Chacarelli        | ARG  | 2:55.49      |
| 18   | Eddie Cudworth             | CAN  | 2:58.35      |
| 19   | João Clemente da Silva     | BRA  | 3:02.06      |
| 20   | Margarito Pomposo          | MEX  | 3:10.51      |
| —    | José Ribas                 | ARG  | DNF          |
| —    | Matheus Marcondes          | BRA  | DNF          |
| —    | Jorge Perry                | COL  | DNF          |
| —    | Ville Kyrönen              | FIN  | DNF          |
| —    | Lasse Virtanen             | FIN  | DNF          |
| —    | Francesco Roccati          | ITA  | DNF          |
| —    | Santiago Hernández         | MEX  | DNF          |
| —    | Jimmy Henigan              | USA  | DNF          |

Mannen:
1896 ·
1900 ·
1904 ·
1908 ·
1912 ·
1920 ·
1924 ·
1928 ·
1932 ·
1936 ·
1948 ·
1952 ·
1956 ·
1960 ·
1964 ·
1968 ·
1972 ·
1976 ·
1980 ·
1984 ·
1988 ·
1992 ·
1996 ·
2000 ·
2004 ·
2008 ·
2012 ·
2016

Vrouwen:
1984 ·
1988 ·
1992 ·
1996 ·
2000 ·
2004 ·
2008 ·
2012 ·
2016